# Cantone di Pinols
Il Cantone di Pinols era una divisione amministrativa dell'Arrondissement di Brioude.
A seguito della riforma approvata con decreto del 17 febbraio 2014, che ha avuto attuazione dopo le elezioni dipartimentali del 2015, è stato soppresso.

## Composizione
Comprendeva 9 comuni:
- Auvers
- La Besseyre-Saint-Mary
- Chastel
- Chazelles
- Cronce
- Desges
- Ferrussac
- Pinols
- Tailhac